# Belgrads universitet
Belgrads universitet (serb. Универзитет у Београду / Univerzitet u Beogradu) grundades 1808. Universitetet är den högsta utbildningsinstansen i Serbien, har 30 fakulteter och ett universitetsbibliotek. Skolans rötter går tillbaka till en skola som grundades 1808 och som fick officiell universitetsstatus den 27 februari 1905. Universitetet har runt 80 000 studenter och ungefär 150 olika program.

## Alumner från Belgrads universitet
- Miodrag Bulatović
- Mirko Cvetković
- Vuk Drašković
- Zoran Đinđić
- Kiro Gligorov
- Vojislav Koštunica
- Laza Lazarević
- Miodrag Pavlović
- Dušan Petrović
- Meša Selimović
- Boris Tadić
- Filip Vujanović.